# پیپت دم‌کوتاه
پیپت دم‌کوتاه (نام علمی: Anthus brachyurus) نام یک گونه از سرده پیپت است.